# Lophoptera chalybea
Lophoptera chalybea là một loài bướm đêm trong họ Noctuidae.